# David Raksin
David Raksin (Filadelfia, 4 agosto 1912 – Van Nuys, 9 agosto 2004) è stato un compositore statunitense di colonne sonore cinematografiche.

## Biografia
Con più di 100 colonne sonore cinematografiche e 300 televisive al suo attivo, Raksin fu chiamato "il nonno della musica da film".
La sua prima colonna sonora, nel 1936, fu quella del film Tempi moderni di Charlie Chaplin.
Raksin compose, fra l'altro la musica della canzone Laura (derivata dalla colonna sonora del film Vertigine del 1944 e anch'essa da lui composta) che conobbe un grande successo commerciale e divenne un famoso standard jazz.

## Filmografia parziale
- Ali nella bufera (Wings Over Honolulu), regia di Henry C. Potter (1937)
- Il gigante biondo (The Kid Comes Back), regia di B. Reeves Eason (1938)
- Il messicano (Right Cross), regia di John Sturges (1950)
- Kind Lady, regia di John Sturges (1951)
- Il bruto e la bella (The Bad and the Beautiful), regia di Vincente Minnelli (1952)
- Al Capone, regia di Richard Wilson (1959)

## Riconoscimenti
- 1947: Premio Oscar
  - Oscar alla migliore colonna sonora, per Ambra
- 1958: Premio Oscar
  - Oscar alla migliore colonna sonora, per Tavole separate